# فيديريكو كاباسو
فيديريكو كاباسو (بالإيطالية: Federico Capasso)‏ (و. 1949 – م) هو فيزيائي، ومهندس من إيطاليا . ولد في روما .
وهو عضواً في جمعية مهندسي الكهرباء والإلكترونيات، والأكاديمية الأمريكية للفنون والعلوم، والأكاديمية الوطنية للعلوم، والأكاديمية الوطنية للهندسة .

## مناصب وهيئات
أدار جامعة هارفارد.

## جوائز
حصل على جوائز منها:
- وسام إديسون (2004)
- Arthur L. Schawlow Prize in Laser Science [الإنجليزية]‏ (2004)
- جائزة الملك فيصل العالمية
- نيشان جون برايس ويذريل [الإنجليزية]‏
- IEEE David Sarnoff Award [الإنجليزية]‏
- الميدالية الذهبية لجمعية مهندسي الأجهزة الضوئية [الإنجليزية]‏.